# Expedição de Pesquisa Antártica Britânica, Australiana e da Nova Zelândia

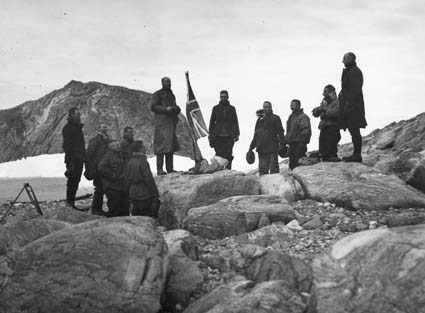
A equipe de Douglas Mawson reivindica Mac. Robertson Land for the Crown durante a expedição BANZARE.

A Expedição de Pesquisa Antártica Britânica, Australiana e da Nova Zelândia (em inglês: British Australian (and) New Zealand Antarctic Research Expedition (BANZARE)) foi uma expedição de pesquisa na Antártida entre 1929 e 1931, envolvendo duas viagens durante os verões austrais consecutivos. Foi uma iniciativa da Comunidade Britânica, impulsionada mais pela geopolítica do que pela ciência, e financiada pelo Reino Unido, Austrália e Nova Zelândia.
O líder do BANZARE era Sir Douglas Mawson e havia vários subcomandantes (Capitão K. N. MacKenzie, que substituiu o Capitão John King Davis no segundo verão) a bordo do [RRS Discovery, o navio anteriormente usado por Robert Falcon Scott. O BANZARE, que também fez vários voos curtos em um pequeno avião, mapeou a costa da Antártica e descobriu o Mac. Robertson Land e Princess Elizabeth Land (que mais tarde foi reivindicada como parte do Território Antártico Australiano).

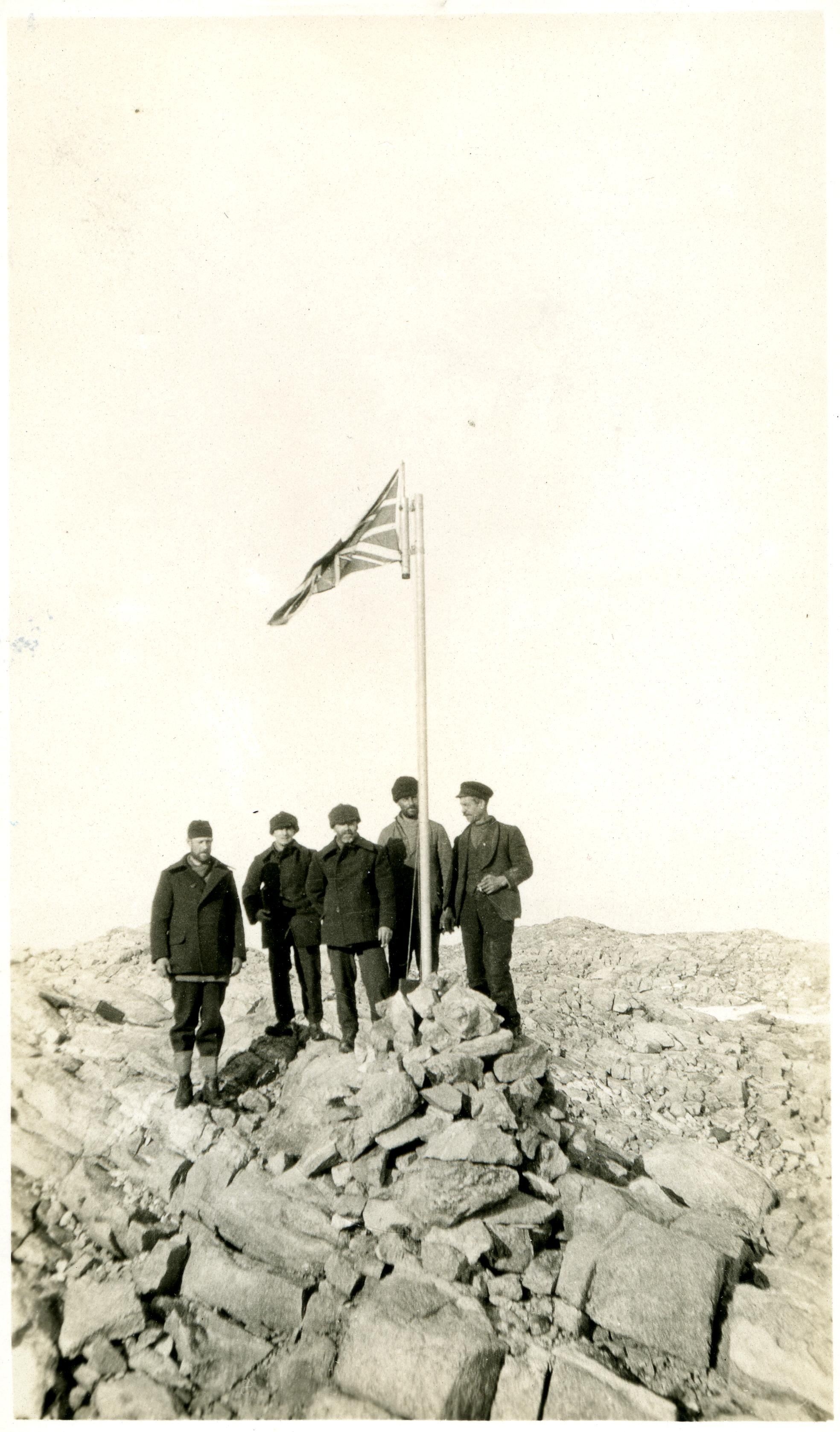
Reivindicação de Adelie Land para os britânicos, segunda-feira, 1200, 5 de janeiro de 1931. Foto tirada por William E. Howard, mantida pelas Coleções Culturais da Biblioteca da Universidade de Newcastle.

As viagens consistiram principalmente em uma "expedição exploratória aquisitiva", com Mawson fazendo proclamações da soberania britânica sobre as terras da Antártica em cada um de seus cinco desembarques - no entendimento de que o território seria mais tarde entregue à Austrália (como era em 1933). Uma dessas proclamações foi feita em 5 de janeiro de 1931 em Cape Denison, o local que a Expedição Antártica da Australásia de Mawson ocupou em 1912–13. Uma cópia manuscrita da proclamação foi deixada no local, encerrada em um recipiente feito de latas de comida e enterrada sob um monte de pedras. A carta foi recuperada em 1977 por uma expedição australiana à Antártida e faz parte da coleção Mawson no Museu Nacional da Austrália.
O BANZARE também foi uma busca científica, produzindo 13 volumes de relatórios, sobre geologia, oceanografia, meteorologia, magnetismo terrestre, zoologia e botânica, entre 1937 e 1975. Robert Falla foi zoólogo assistente.